# Kozak (obwód rówieński)
Kozak (ukr. Козак) – wieś na Ukrainie, w obwodzie rówieńskim, w rejonie rówieńskim, w hromadzie Korzec. W 2001 liczyła 318 mieszkańców, spośród których 316 wskazało jako ojczysty język ukraiński, a 2 rosyjski.
W okresie międzywojennym wieś znajdowała się w granicach II RP, wchodząc w skład gminy Korzec w powiecie rówieńskim, w województwie wołyńskim.